# Hendrickje Stoffels

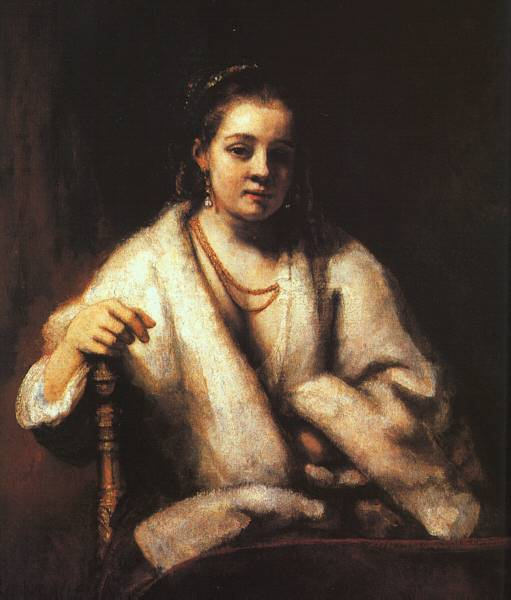
Retrat de Hendrikje Stoffels, c.1654-6, National Gallery de Londres

Hendrickje Stoffels (Bredevoort, 1626 - Amsterdam, 21 de juliol de 1663) fou una model i marxant d'art neerlandesa, que va ser durant molt de temps amant i companya de Rembrandt. Aquesta parella estava impossibilitada de casar-se per la voluntat expressada en el testament de la finada esposa de Rembrandt, Saskia van Uylenburgha. El 1654 Hendrikje infantà la filla de Rembrandt anomenada Cornelia. Als darrers anys de la seva relació, Hendrickje gestionà els negocis de Rembrandt junt amb el fill del pintor, Titus.
Hendrickje va ser la model per a diverses obres de Rembrandt.

## Biografia
Hendrickje Stoffels nasqué a la guarnició militar de Bredevoort, Gelderland, era filla del sergent Stoffel Stoffelse i de Mechteld Lamberts.
Obtingué feina com a majordoma de Rembrandt, i sembla que va viure amb ell des d'aproximadament l'any 1647. L'amant en aquell moment de Rembrandt, Geertje Dircx, el va demandar per incompliment de promesa el 1649. El 1654, quan estava embarassada de la filla de Rembrandt, Stoffels va haver de comparèixer davant el consell de l'església per "viure en pecat" amb Rembrandt.

### Marxant i model de Rembrandt

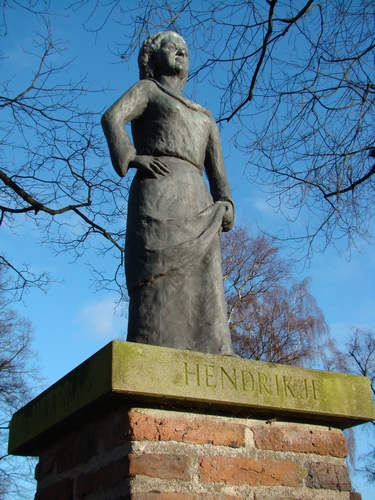
Estàtua de Hendrickje Stoffels a la plaça 't Zand a Bredevoort

El 1656 Rembrandt es va veure obligat a declarar-se en fallida. L'any 1658 va perdre la casa seva i ell, Hendrickje, Cornelia i Titus van anar a viure de lloguer. El mateix any, Hendrickje Stoffels, junt amb Titus, obrí una botiga d'art on venia les obres de l'artista. Això va fer que a partir de la dècada de 1660, Rembrandt tingués una alta productivitat pictòrica.
Fou la model del pintor en alguns quadres com ara diversos Retrat de Hendrickje Stoffels (1655, 1659), Hendrikje Stoffels al llit (1645) i potser també en les obres Dona banyant-se en un riu (1654), Betsabè al seu bany (1654) o Venus i Cupido (1657), entre d'altres.

Sembla que Hendrickje Stoffels va morir a conseqüència d'una epidèmia de pesta negra, i va ser enterrada el 24 de juliol de 1663 a Westerkerk, Amsterdam.

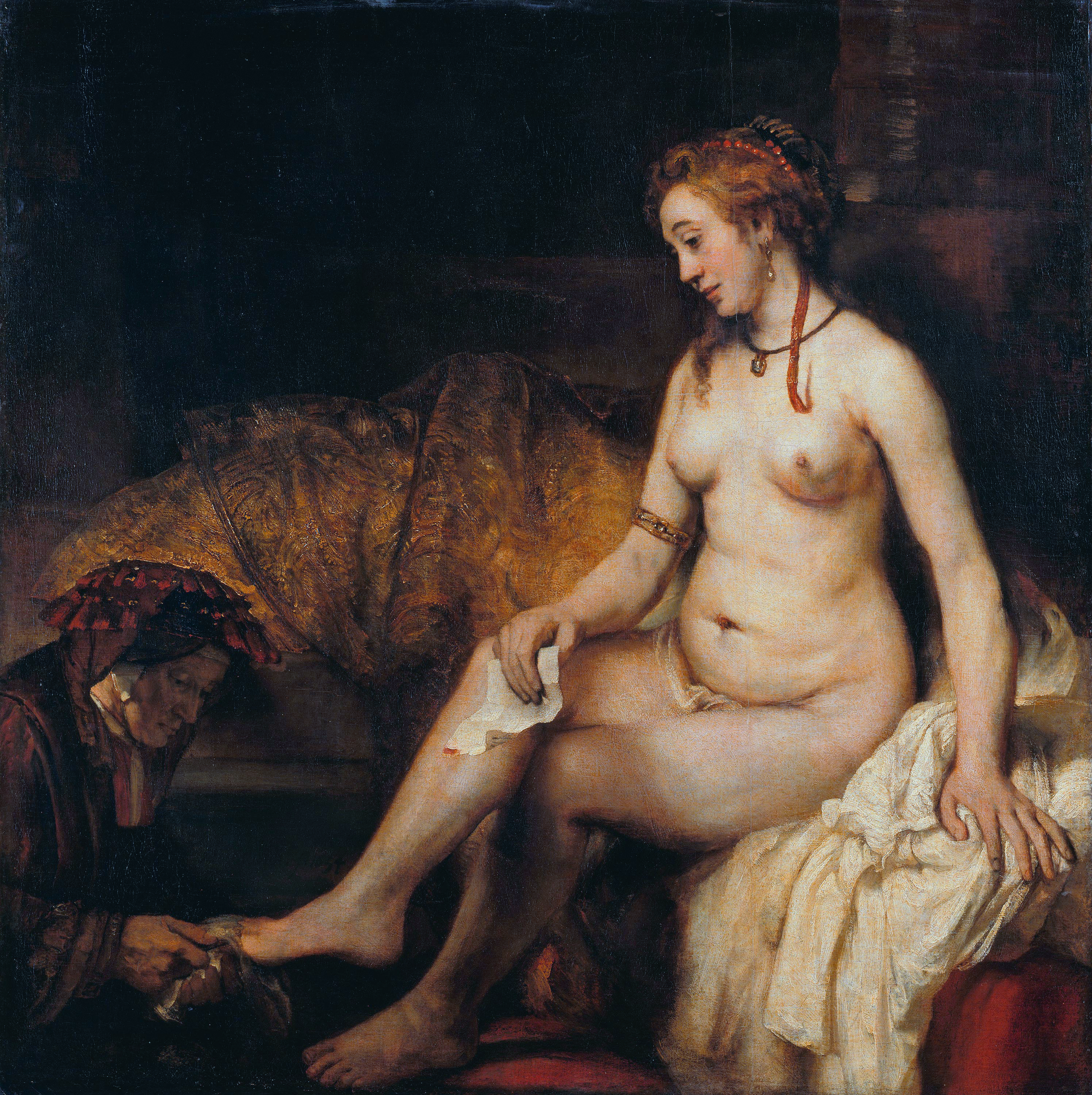
Hendrickje pot haver estat la model per a Betsabè al seu bany (1654).